# حمام مهدیه
حمام حاج محمدرضاخان مهدیه مربوط به دوره قاجار است و در شهرستان شهرکرد، بخش مرکزی، دهستان حومه، روستای مهدیه، خیابان گلبانگ  گودرز نادران واقع شده و این اثر در تاریخ ۷ خرداد ۱۳۸۷ با شمارهٔ ثبت ۲۲۹۴۸ به‌عنوان یکی از آثار ملی ایران به ثبت رسیده است.